# Agnes Totter

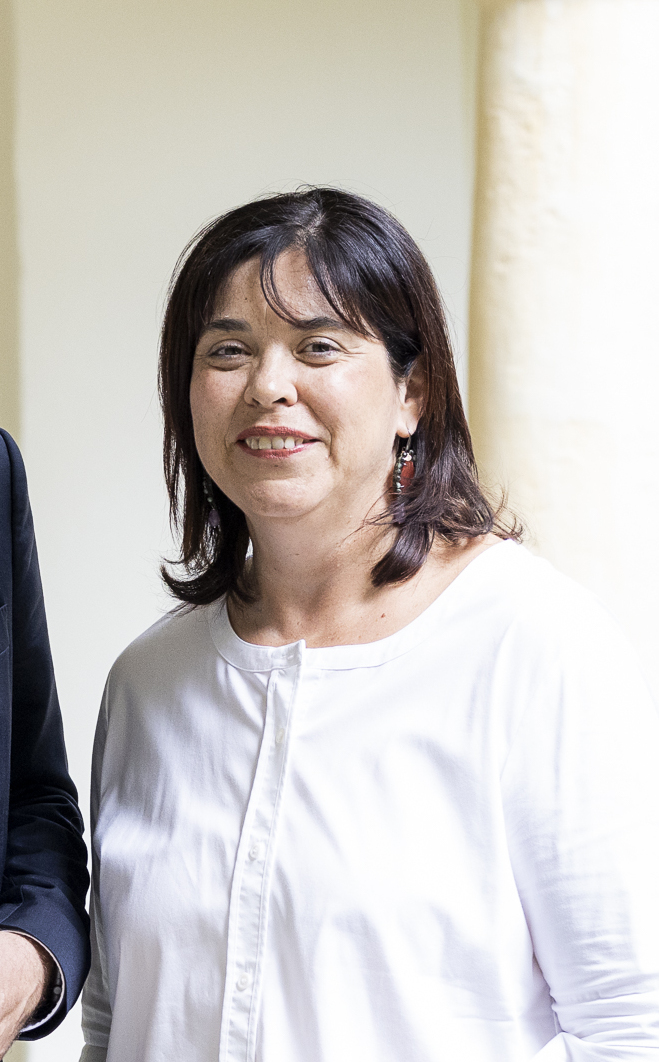
Agnes Totter im Juni 2022

Agnes Totter (* 27. Mai 1974 in St. Georgen, Rumänien) ist eine österreichische Politikerin der Österreichischen Volkspartei (ÖVP). Seit dem 23. Oktober 2019 ist sie Abgeordnete zum Nationalrat.

## Leben

### Ausbildung und Beruf
Agnes Totter besuchte nach der Volks- und Hauptschule in St. Georgen das Oberstufenrealgymnasium Jennersdorf, wo sie 1993 maturierte. Anschließend absolvierte sie ein Studium an der Pädagogischen Hochschule in Graz, das Lehramtsstudium für Englisch, Geschichte, Sozialkunde an Hauptschulen und den Lehrgang für Integrative Pädagogik schloss sie 1996 mit Diplom ab. Danach war sie am WIKI-Kindergarten des Vereines Kinderrettungswerk Steiermark in Zerlach tätig. 2000 wurde sie für den Verein Sale – Projektmanagement & Consulting zur Beratung und Unterstützung stellenloser Lehrer/innen und Akademiker/innen tätig, zunächst als Projektmitarbeiterin und Lernbetreuerin, ab 2008 als Vorstandsmitglied.
2002 begann sie ein Studium der Rechtswissenschaften an der Universität Graz, das sie 2007 als Mag. iur. abschloss. Ein Lehramtsstudium für Geschichte und Geografie an der Universität Graz ab 2009 schloss sie 2016 als Mag. phil. ab. 2017 promovierte sie zur Doktorin der Rechte. Von 2002 bis 2006 unterrichtete sie an den Volkshochschulen in Graz und Feldbach. Von 2007 bis 2014 war sie als Vertragslehrerin beim Landesschulrat für die Steiermark beschäftigt, seit 2014 ist sie Direktorin der Neuen Mittelschule (NMS) Sankt Stefan im Rosental.
2022 wurde sie Schulqualitätsmanagerin der Bildungsdirektion Steiermark für die Südoststeiermark.

### Politik
Totter ist geschäftsführende Obfrau des Lehrerbundes der Steiermark, Vorstandsmitglied im Arbeitnehmerinnen- und Arbeitnehmerbund Steiermark sowie Mitglied des Landesvorstandes der Österreichischen Frauenbewegung. Bei der Nationalratswahl 2019 kandidierte sie für die ÖVP hinter Spitzenkandidat Christoph Stark als Listenzweite im Regionalwahlkreis Oststeiermark sowie auf Platz fünf der Landesliste.
Am 23. Oktober 2019 wurde sie zu Beginn der XXVII. Gesetzgebungsperiode als Abgeordnete zum österreichischen Nationalrat angelobt. Im Oktober 2022 wurde sie neben Bernhard Braunstein zur Landesobfrau des Steirischen ÖVP-Lehrerbundes gewählt. In der XXVIII. Gesetzgebungsperiode wurde sie im ÖVP-Parlamentsklub Bereichssprecherin für Vertriebene und Volksgruppen.